# راسل بوید
راسل بوید (به انگلیسی: Russell Boyd) زاده ۲۱ آوریل ۱۹۴۴ فیلم‌بردار استرالیایی است.
کار او در فیلم پیک‌نیک در هانگینگ راک (۱۹۷۵) که آغازی بر همکاری‌هایش با کارگردان پیتر ویر بود مورد توجه فراوان قرار گرفت.
راسل بوید برای تصویربرداری فیلم سالار و فرمانده (Master and Commander: The Far Side of the World) ساخته پیتر ویر جایزه اسکار فیلم‌برداری سال ۲۰۰۳ را دریافت کرد.